# Dacryotrichia robinsonii
Dacryotrichia es un género monotípico de plantas con flores perteneciente a familia  Asteraceae, el género incluye solamente una especie, Dacryotrichia robinsonii. Es originaria de Zambia.

## Taxonomía
Dacryotrichia robinsonii fue descrita por Hiram Wild y publicado en Garcia de Orta, Ser. Bot. 1(1-2): 67 (1973).